# 亚太小蒴藓
亚太小蒴藓（学名：Meiothecium microcarpum）为锦藓科亚太小蒴藓属下的一个种。